# Czworolist pospolity

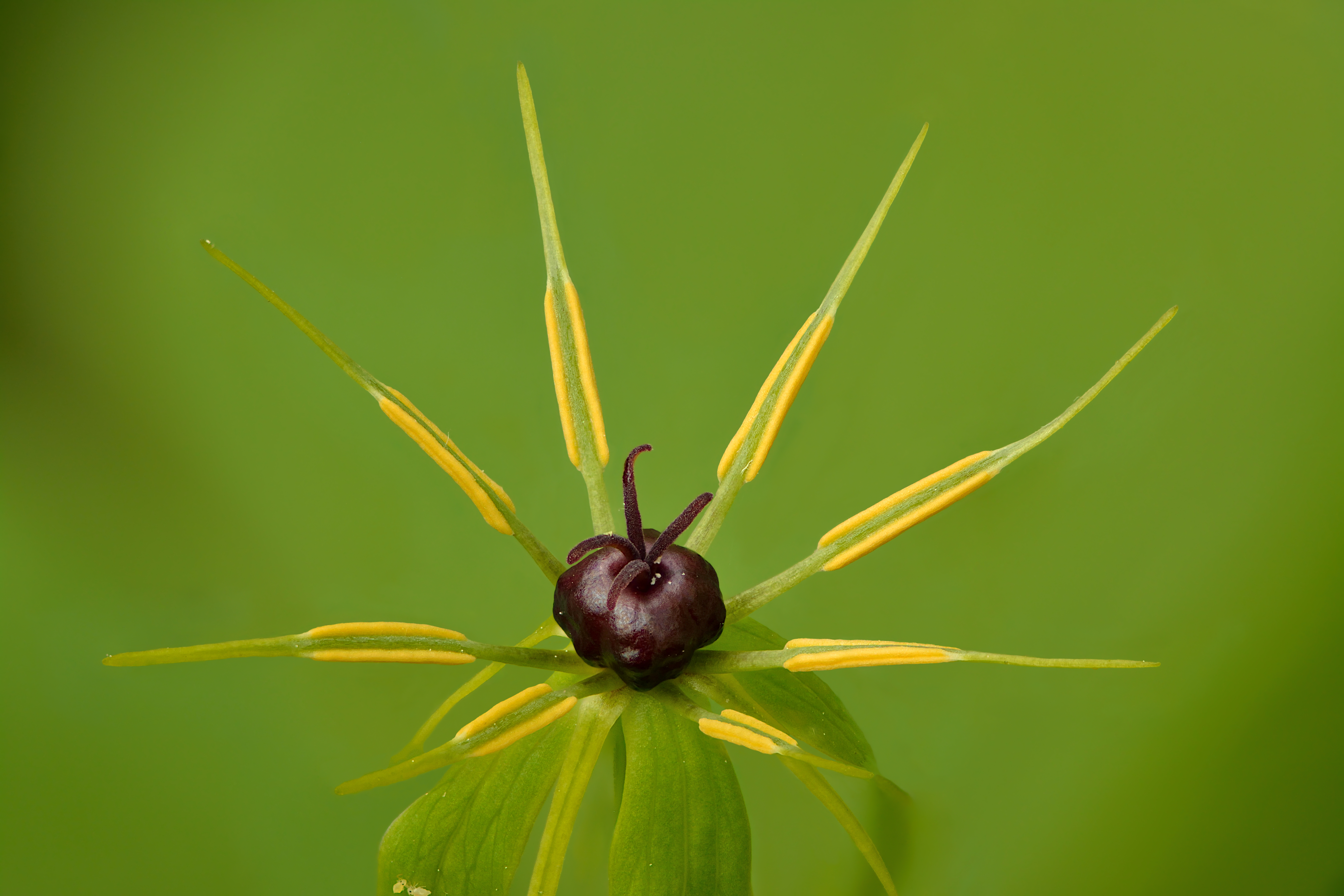
Kwiat

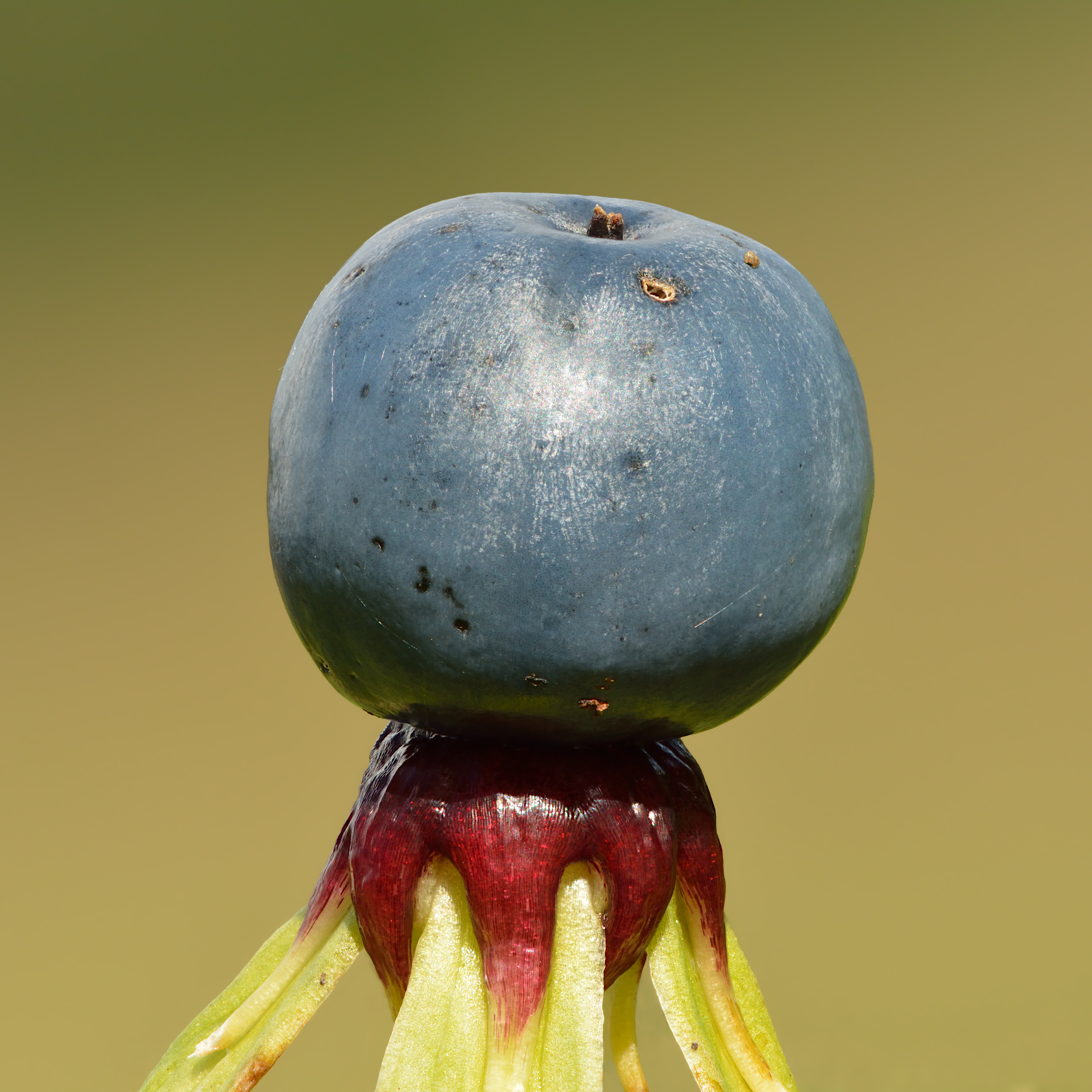
Owoc

Czworolist pospolity (Paris quadrifolia L.) – gatunek rośliny zaliczany w różnych systemach klasyfikacyjnych do rodziny trójlistowatych lub liliowatych, ostatnio włączany do rodziny melantkowatych (system APG III z 2009). Czworolist pospolity jest byliną z całorocznym kłączem podziemnym, żyjącym nawet ponad 200 lat. Cechuje się znaczną zmiennością fenotypową, jednak niegdyś wyróżniane formy współcześnie nie mają znaczenia taksonomicznego. Występuje w żyznych i wilgotnych lasach na terenie niemal całej Europy oraz w syberyjskiej części Azji. Jest gatunkiem rozpowszechnionym na terenie niemal całej Polski. Dawniej był wykorzystywany jako roślina lecznicza, współcześnie tylko w homeopatii, a poza tym sadzony bywa jako roślina ozdobna. Cała roślina jest trująca.

## Rozmieszczenie geograficzne
Gatunek występuje w Europie i w Azji, na Półwyspie Skandynawskim i Islandii, brak go na arktycznych krańcach Rosji. Występuje w Wielkiej Brytanii, ale brak go w Irlandii. Na południu kontynentu sięga po północną Portugalię, Hiszpanię i Włochy. Dalej na wschód południowa granica biegnie przez środkową Ukrainę, sięgając po Ural i dalej po rozległe obszary Syberii. Izolowane stanowiska znajdują się w rejonie Kaukazu. 
W północnej części zasięgu (na Półwyspie Skandynawskim) sięga do 650 m n.p.m., w Europie Środkowej występuje do wysokości 1500 m n.p.m., a w Alpach do 1800 m n.p.m.
W Polsce gatunek rozprzestrzeniony w całym kraju, lokalnie (np. w Borach Dolnośląskich, w Kotlinie Sandomierskiej i na Nizinie Północnomazowieckiej) rzadki.

## Morfologia

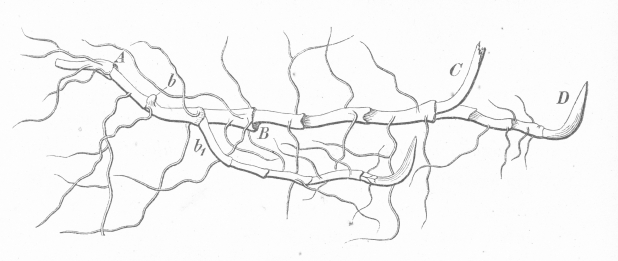
Kłącze w listopadzie. A, B – łuski po pędach nadziemnych z ubiegłych lat, C – nadziemny pęd tegoroczny, D – pęd nadziemny przyszłoroczny, b – pąk odgałęzienia bocznego, b1 – odgałęzienie boczne

PokrójBylina o wzniesionych pędach kwitnących osiągających wysokość od 15 do 40 cm, wyrastających corocznie ze szczytu kłącza. Pędy płonne mają wysokość zwykle mniejszą niż 14 cm.
Organy podziemneKłącze długie, czołgające się, nierozgałęzione lub słabo rozgałęzione, o średnicy do 9 mm, z kilkoma węzłami na odcinkach między miejscami wyrastania pędów nadziemnych, które po obumarciu zostawiają na nim niewielką bliznę. Wzdłuż całej długości kłącza wyrastają krótkie korzenie. Na młodych odcinkach kłącza z węzłów wyrastają łuskowate liście.
ŁodygaProsto wzniesiona, naga, ulistniona tylko w górnej części.
LiścieNa szczycie łodygi wyrastają w jednym okółku zwykle cztery bezogonkowe liście, rzadko 3 lub 5 do 8. Blaszka liściowa eliptyczna do eliptycznie lancetowatej, krótko zaostrzona. Na liściu widocznych jest 3-5 wybitnych żyłek łukowatych, pomiędzy którymi nerwacja jest siatkowata.
KwiatyWyrastają pojedynczo na szczycie łodygi na szypułce długości 2–8 cm, przeważnie czterokrotne. Działki okwiatu w liczbie 8–10, odstające, długości 2–3,5 cm. Zewnętrzne działki są jasnozielone, lancetowate i zaostrzone, wewnętrzne żółtozielone, podobnej długości, równowąskie. Pręciki w liczbie 8, rzadko do 12, o krótkich nitkach, podobnej długości jak pomarańczowo-żółte pylniki. Pręciki otaczają 4-, rzadziej 5-komorowy, górny słupek o kulistym kształcie, ciemnopurpurowy. Na szczycie z 4 szyjkami krótszymi od pręcików.
OwoceWielonasienne, niebieskoczarne jagody o średnicy 1–1,5 cm. Nasiona w jednym owocu występują w liczbie od 14 do 38. Są one brunatne, nerkowate, o wymiarach 2,5×1,5 mm i masie 4,5 mg.

## Biologia

### Rozwój

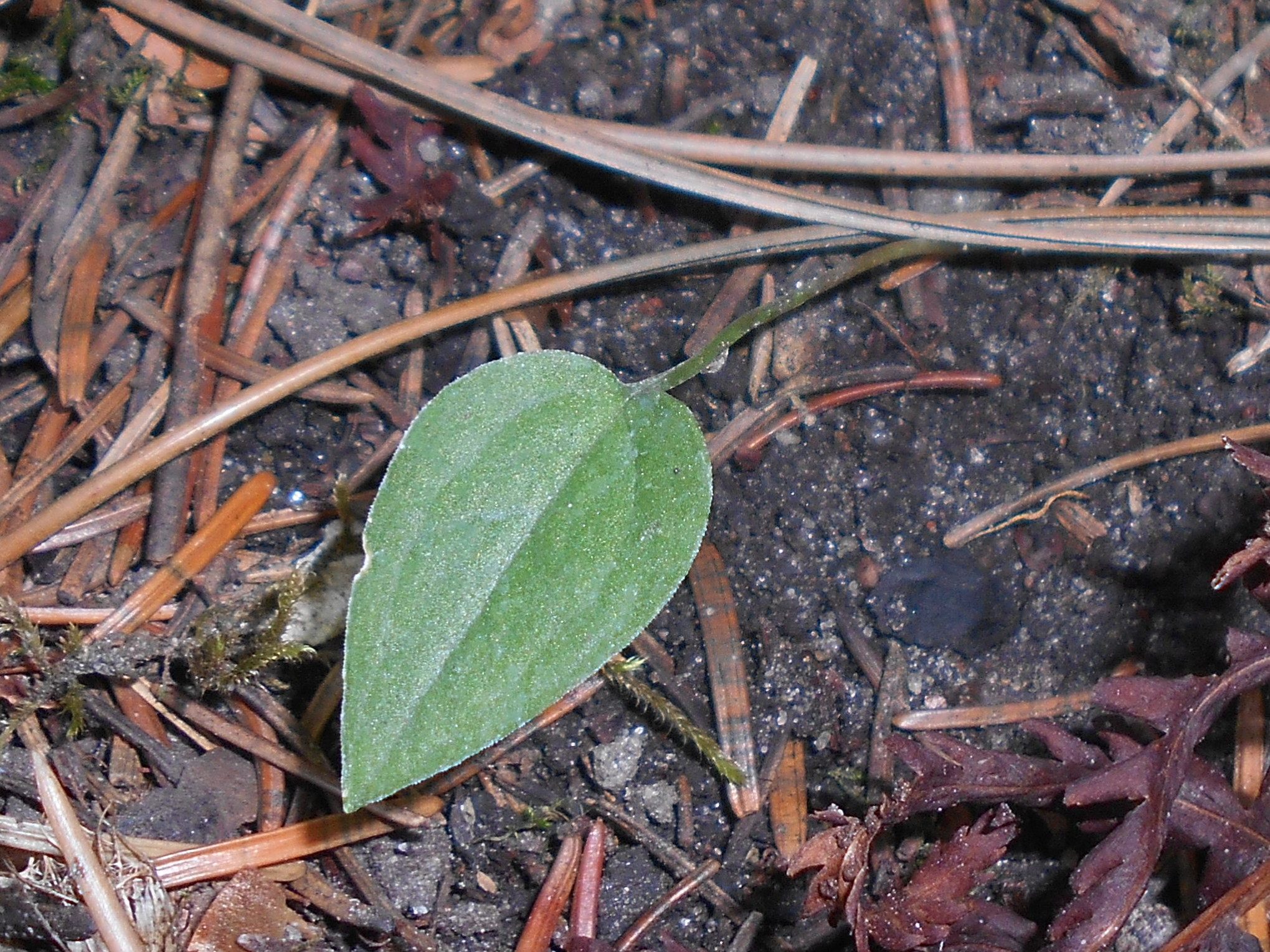
Siewka czworolistu pospolitego

Bylina, geofit. Pędy nadziemne rozwijają się w kwietniu. Kwitnienie w zależności od warunków klimatycznych trwa od połowy kwietnia do początku czerwca, przy czym poszczególne rośliny kwitną przez 2–3 tygodnie. Owoce dojrzewają w sierpniu i wrześniu. Kiełkowanie nasion następuje wiosną kolejnego roku, przy czym jest zjawiskiem rzadkim – stwierdzono bowiem w różnych eksperymentach, że kiełkuje nierzadko mniej niż 1% nasion, czasem kilka procent. Kiełkowanie jest epigeiczne i rozpoczyna się od rozwinięcia korzenia zarodkowego ok. 7 miesięcy po dojrzeniu nasiona. Pojedynczy liścień wynoszony jest nad powierzchnię gleby i zachowuje się do drugiego sezonu wegetacyjnego. Pierwszą parę liści młoda roślina rozwija zwykle dopiero w trzecim roku życia. Kilka dalszych lat musi minąć, zanim rozwinie się pęd kwitnący. Corocznie podziemne kłącze przyrasta o kilka węzłów (zwykle 4) na długość od 2 do 8 cm, na starszym końcu sukcesywnie zamierając po osiągnięciu przezeń wieku ok. 8–12 lat. Starsze fragmenty kłącza pełnią funkcję głównie spichrzową. Poszczególne klony tego gatunku dożywać mogą ponad 200 lat.
RozmnażanieCzworolist rozmnaża się zarówno wegetatywnie, poprzez usamodzielniające się z czasem odgałęzienia kłącza, jak i generatywnie, poprzez nasiona (nasiona nie tworzą jednak trwałego banku nasion).
Kwiat czworolistu nie wytwarza nektaru, jednak dużym i barwnym słupkiem, który swoim wyglądem naśladuje kawałek mięsa lub duży miodnik, zwabia padlinożerne muchówki (stanowi przykład kwiatu zwodniczego). Nie zapewnia im żadnych korzyści, ale zwabione owady dokonują jego zapylenia. Kwiat jest przy tym przedsłupny, co ułatwia zapylenie krzyżowe. Według niektórych źródeł kwiaty czworolistu mogą być wiatropylne. Dodatkowo przy braku owadów zapylających i wiatru pod koniec kwitnienia dochodzi do samozapylenia – pręciki pochylają się nad znamieniem.
Nasiona rozsiewane są głównie przez gryzonie, zwłaszcza nornicę rudą i myszarki, zbierające do 80% owoców. Zwierzęta te wyjadają nasiona, jednak część z nich pozostawiają w miąższu umożliwiając rozprzestrzenianie się roślin na średni dystans 0,21-0,33 m na rok. Średnia odległość rozprzestrzeniania się wegetatywnego roślin nie przekracza 0,08 m.

### Właściwości fizykochemiczne
Czworolist jest rośliną bogatą we flawonoidy, zwłaszcza kemferol i kwercetynę, saponiny i sapogeniny (dioscynę, parastyfninę, parydynę, diosgeninę, pannogeninę, jamogeninę, sarsasapogeninę, parylinę) poza tym zawiera skrobię, pektyny, asparaginę.
Roślina trującaWszystkie części rośliny są trujące (w szczególności kłącze), co stanowi ochronę przed roślinożercami. Według niektórych źródeł stosunkowo najmniejsze stężenie toksyn występuje w miąższu owoców, dzięki czemu są one spożywane przez niektóre ssaki, według innych właśnie jagody mają mieć działanie najbardziej toksyczne. Składnikiem toksycznym są saponiny, sapogeniny oraz alkaloidy (stwierdzone tylko w organach podziemnych). Roślina trująca jest dla koni, bydła, psów, drobiu i ludzi.
Owoce czworolistu bywają spożywane przez dzieci, które mylą je z podobnie wyglądającymi owocami borówki czarnej. Jednak nieprzyjemny zapach i smak (opisywany też jako wstrętny, choć także słodki) powodują, że rzadko dochodzi do spożycia ich większej liczby i poważnego zatrucia. W lżejszych przypadkach oraz w przypadku dorosłych występują podrażnienia przewodu pokarmowego (nudności, wymioty i biegunka), z czasem bóle i zawroty głowy oraz zwężenie źrenic. W przypadku dzieci, które spożyją większą liczbę owoców dojść może do śmierci z powodu porażenia oddechu. W przypadku zatrucia należy wykonać płukanie żołądka, podać środki powlekające i przeciwbólowe, nie należy podawać środków przeczyszczających.
Zatrucia czworolistem u zwierząt domowych także są rzadkie ze względu na odstręczający zapach i smak oraz ograniczony dostęp tych zwierząt do roślin rosnących w cienistych lasach. W przypadku zatrucia zwierzęta są osłabione, pozbawione apetytu, mają stany zapalne błon śluzowych, podwyższone tętno.

### Genetyka
Czworolist pospolity jest tetraploidem, którego liczba chromosomów 2n wynosi 20. Poszczególne populacje, nawet rosnące w niewielkiej odległości od siebie w tym samym kompleksie leśnym, są bardzo zróżnicowane genetycznie, co świadczy o bardzo ograniczonej wymianie genów między nimi. Mimo niezbyt skutecznego rozmnażania generatywnego, także w obrębie poszczególnych populacji stwierdzano obecność różnych genotypów. Zróżnicowanie genetyczne jest skorelowane z warunkami siedliskowymi i zasobami populacji – przy pogorszeniu warunków udział rozmnażania generatywnego spada i następuje zubożenie genetyczne. Gatunek wyróżnia się znaczną ilością DNA w komórkach – 2C DNA wynosi 60 pikogramów.

## Ekologia

### Siedlisko
Gatunek preferuje żyzne, zasobne w azot, wilgotne (aluwialne) gleby wapienne o pH w przedziale 5,3 do 8,2. Wymaga gleb próchnicznych, wyłącznie z próchnicą typu mull. Nie występuje na glebach zasolonych. Rośnie niemal wyłącznie w lasach, w miejscach średnio do silnie zacienionych. Na stanowiskach bardziej wilgotnych i żyznych liczba rozgałęzień i długość kłączy jest mniejsza, niżeli w miejscach bardziej suchych i na glebach uboższych. 
W typologii siedlisk leśnych uważany za gatunek typowy dla lasu wilgotnego (Lw) oraz świeżego (Lśw).

### Fitosocjologia
Czworolist spotykany jest w wilgotnych lasach liściastych. Unika miejsc suchych i zbytnio podmokłych. Częściej kwitnie i owocuje w miejscach świetlistych, w lukach drzewostanu, ale utrzymuje się także w miejscach silnie zacienionych.
W klasyfikacji zbiorowisk roślinnych w Europie Środkowej uznawany jest za gatunek charakterystyczny dla O. Fagetalia. Podawany jest w Europie najczęściej z subatlantyckiego i podgórskiego łęgu jesionowego (Carici remotae-Fraxinetum), grądów subatlantyckich (Stellario-Carpinetum) oraz łęgów Pruno-Fraxinetum. Poza tym notowany w buczynach oraz w mieszanych lasach bukowo-jodłowych i łęgach jesionowo-wiązowych. W runie często towarzyszy takim gatunkom jak: szczyr trwały, kokoryczka wielokwiatowa i listera jajowata. W warstwie drzew do najczęstszych gatunków współwystępujących należą: jesion wyniosły, olsza czarna, dąb szypułkowy i buk zwyczajny. W strefie lasów borealnych rośnie w lasach mieszanych ze świerkiem, osiką, brzozą i sosną.

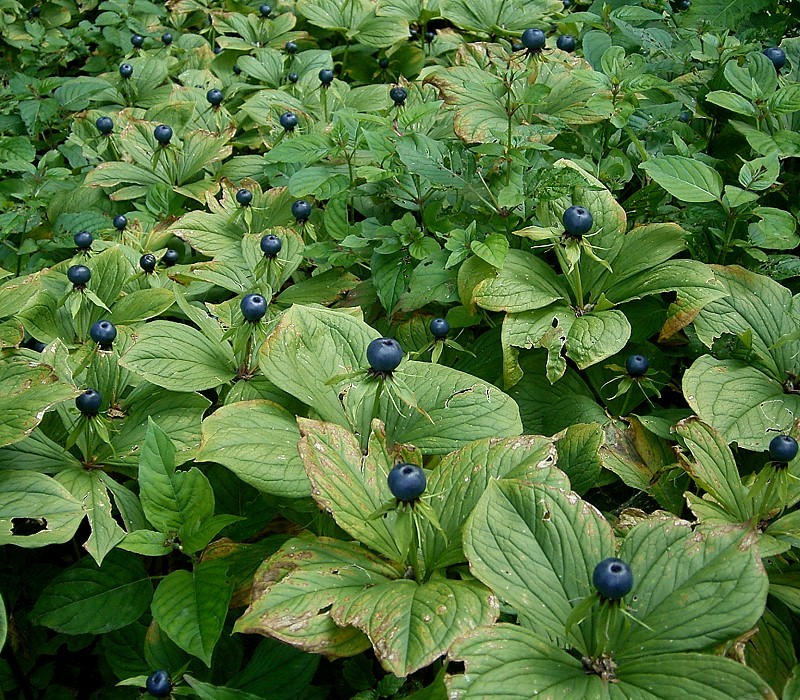
Łan owocujących czworolistów w runie leśnym

### Oddziaływania międzygatunkowe
Roślina mikoryzowa, rzadko stwierdzane są okazy bez komponentu grzybowego. Ze względu na właściwości toksyczne czworolist w zasadzie nie jest zjadany przez zwierzęta. Wyjątkiem bywają organy generatywne spożywane przez ślimaki, owoce wraz z nasionami zjadane są także przez ssaki. Dziki powodować mogą straty w populacjach tego gatunku, gdy podczas buchtowania wykopują i przewracają rośliny.
Liście czworolistu są minowane przez larwy dwóch gatunków muchówek Parallelomma paridis i Parallelomma vittatum (kłośnicowate). Na pędach czworolistu obserwowano Puccinia sessilis (rdzawnikowce).

## Systematyka i zmienność

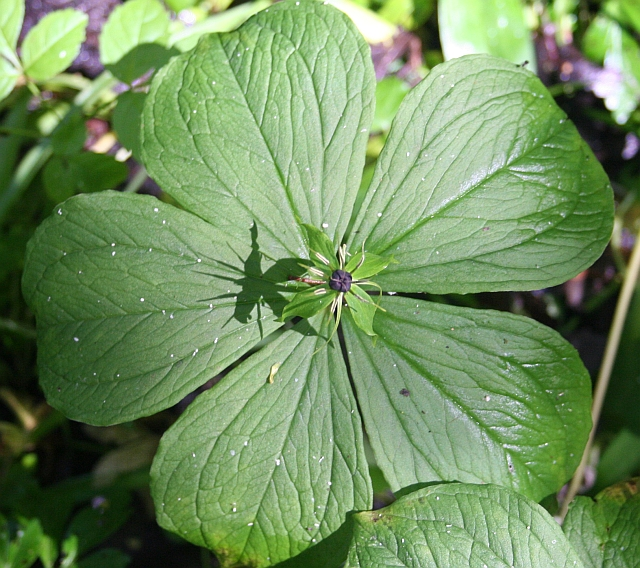
Roślina o pięciu liściach w okółku

Gatunek należy do sekcji Paris, podgatunku Paris w obrębie rodzaju czworolist (Paris) z rodziny melantkowatych (Melanthiaceae).
Cechuje się znaczną zmiennością fenotypową skutkującą różną liczbą liści w okółku, listków okwiatu, pręcików i szyjek słupka, przy czym nawet z jednej rośliny (z tego samego kłącza) wyrastać mogą pędy nadziemne różniące się liczbą ww. organów. Rośliny odmienne pod względem tych cech określano jako lusus (l.) trifolia, triphylla, quinquefolia, pentaphylla, sexifolia, hexaphylla, poza tym opisywano formy (f.) odbiegające od typu kształtem liści, także niemające współcześnie znaczenia taksonomicznego (rotundata, latissima, longiloba, acuminata). 

## Nazewnictwo
Pierwszym, który użył nazwy herba paris do nazwania czworolistu, był według jednych źródeł Pierandrea Matthioli w 1544, według innych Leonhart Fuchs. Zanim Karol Linneusz ustalił nazwę gatunkową w brzmieniu Paris quadrifolia, w odniesieniu do tego gatunku stosowano takie określenia jak: Aconitum pardalianches, Solanum tetraphyllum, Uva lapina i U. vulpina. Nazwa rodzajowa Paris pochodzić ma od łacińskiego słowa par oznaczającego "równy, równo ułożony" i odnosić się do symetrycznego układu liści, ewentualnie od mitologicznego Parysa. W tym drugim przypadku owoc czworolistu symbolizować miałby jabłko niezgody, a cztery liście – Parysa i spierające się o miano najpiękniejszej – Herę, Afrodytę i Atenę.

## Zagrożenia i ochrona
Czworolist pospolity jest gatunkiem wskaźnikowym dla naturalnych i półnaturalnych lasów – nie występuje w lasach wtórnych. Na rozległych obszarach Europy jest rośliną wyraźnie ustępującą, np. w Wielkiej Brytanii tylko między 1969 i 1989 utracił ponad 40% stanowisk. Wycięcie drzewostanu na stanowisku cieniolubnego czworolistu powoduje zanik populacji w ciągu kilku lat. Podejmowane próby reintrodukcji gatunku za pomocą podsiewania nasion dają bardzo słabe rezultaty.

## Zastosowanie

### Roślina ozdobna
Czworolist pospolity używany jest jako roślina okrywowa w założeniach o charakterze leśnym w ogrodach naturalistycznych oraz w ogrodach skalnych. 

### Roślina lecznicza
Historia i stosowanie w lecznictwie ludowymW lecznictwie ludowym świeże ziele po rozdrobnieniu stosuje się do leczenia ran i owrzodzeń, czyraków i stanów zapalnych. W przeszłości stosowany był także jako antidotum w przypadku zatrucia arszenikiem i rtęcią. Sok z owoców stosowano także przy stanach zapalnych oczu. W małych dawkach stosowano czworolist w leczeniu zapalenia oskrzeli, kaszlu i kokluszu, w łagodzeniu skurczy i kolki. Nasiona i owoce stosowane były w roli afrodyzjaku, leku uspokajającego i narkotycznego oraz stosowano je do leczenia padaczki. W Rosji liśćmi czworolistu leczono zaburzenia psychiczne. Kłącza używano jako lek wymiotny i przeczyszczający.
SurowiecFructus, Folia, Rhizoma Paridis quadrifoliae.
DziałanieZiele czworolistu wskazywane jest jako surowiec kardenolidowy tj. działający farmakologicznie poprzez zwiększanie siły skurczu mięśnia sercowego i zmniejszenie ciśnienia żylnego (efekt inotropowy). Stwierdzono także działanie cytotoksyczne i przeciwnowotworowe saponin zawartych w czworoliście. W badaniach na zwierzętach stwierdzono, że indukują one apoptozę komórek nowotworowych i hamują przerzuty nowotworów.
Gatunek jest wykorzystywany w homeopatii, gdzie stosuje się esencję ze świeżych roślin pozyskiwanych po dojrzeniu owoców.

## Uprawa
WymaganiaCzworolist pospolity wymaga głębokiej, próchnicznej i wilgotnej gleby neutralnej lub lekko kwaśnej oraz stanowiska półcienistego lub cienistego.
RozmnażanieW uprawie zwykle przez podział kłączy. Można też wysiewać nasiona, najlepiej od razu po zbiorze.

## Obecność w kulturze
Okazy czworolistu, również w postaci rozwiniętych i owocujących okazów z charakterystyczną, dużą jagodą pośrodku czterech liści występują kilkakrotnie w tle malarskim scen w ołtarzu Wita Stwosza w Kościele Mariackim w Krakowie. W jednym przypadku roślina ta występuje tam w formie wyrzeźbionej.